# Вітовська
Вітовська — тупикова вантажна залізнична станція Херсонської дирекції Одеської залізниці на відгалуженій лінії від станції Кульбакине. Розташована у Корабельному районі, на південній околиці міста Миколаїв Миколаївської області. Найближча залізнична станція — Прибузька (за 7 км).

## Історія
Станція відкрита у 1969 році під первинною назвою Жовтнева.
17 січня 2025 року, відповідно з постановою Кабінету Міністрів України, станція Жовтнева перейменована на Вітовську.

## Діяльність станції
На станції здійснюються лише вантажні роботи. Прийом та видача вантажів повагонними та дрібними відправками.